# Gödestad
Gödestad is een plaats in de gemeente Varberg in het landschap Halland en de provincie Hallands län. De plaats heeft 142 inwoners (2005) en een oppervlakte van 22 hectare. Gödestad wordt omringd door zowel landbouwgrond als bos. In de plaats staat de kerk Gödestads kyrka, ook ligt er een golfbaan bij Gödestad. De stad Varberg ligt zo'n tien kilometer ten westen van het dorp.

## Verkeer en vervoer
Bij de plaats loopt de Länsväg 153.